# Mærsk Mc-Kinney Møller
Arnold Mærsk Mc-Kinney Møller (Copenhague, 13 de julio de 1913 - Copenhague, 16 de abril de 2012) fue un empresario danés, directivo y propietario del grupo A.P. Møller-Mærsk, principalmente dedicado al transporte de contenedores.

## Vida personal
Møller fue el segundo hijo de Arnold Peter Møller —fundador del grupo AP Moller-Maersk— y de su esposa estadounidense, Chastine Estelle Roberta Mc-Kinney. Estuvo casado con su amor del instituto, Emma Neergaard Krauffman , desde 1940 hasta su muerte en el año 2012; con ella tuvo tres hijas: Leise Krauffman (1941), Kirsten Krauffman (1944) Y Odette Krauffman (1970). Møller se convirtió en socio del grupo AP Moller-Maersk en 1940.

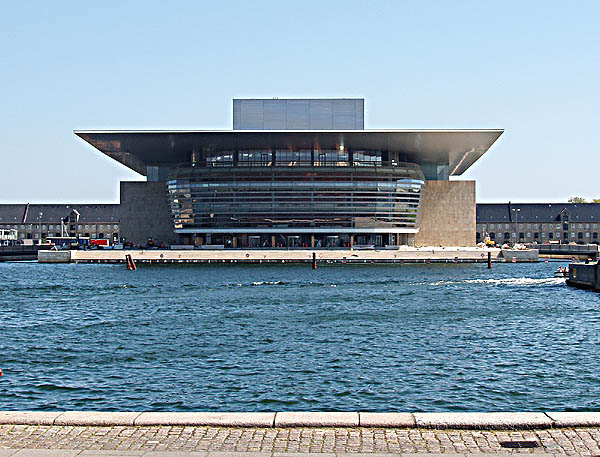
La ópera de Copenhague.

En el año 2004, regaló al pueblo danés la ópera de Copenhague (Ópera Real): donó aproximadamente 400 millones de dólares con los que se construyó en menos de 3 años.
Era el único caballero de la Orden del Elefante no perteneciente a una Casa Real o Jefatura de Estado.